# Crécerelle des Moluques
Falco moluccensis
Espèce
Statut CITES
Statut de conservation UICN

 LC  : Préoccupation mineure
La Crécerelle des Moluques (Falco moluccensis) est une espèce de rapaces diurnes appartenant à la famille des Falconidae.
Cet oiseau est répandu à travers les îles de la Wallacée ainsi qu'à Java.